# Paragabara biundata
Paragabara biundata là một loài bướm đêm trong họ Erebidae.